# Валігура Костянтин Костянтинович
Валігура Костянтин Костянтинович (нар. 15 вересня 1936, смт Білогір'я Хмельницької області — пом. 3 квітня 2004, Тернопіль) — український журналіст, письменник, краєзнавець, публіцист, Заслужений журналіст України (1997), Член Спілки журналістів України (1963). Володар престижної журналістської премії НСЖУ «Золоте перо» (1993).

## Життєпис
Дитячі роки пройшли в рідному Білогір'ї, там навчався у місцевій середній школі (нині Білогірський навчально-виховний комплекс «Середня загальноосвітня школа І-ІІІ ст. ім. І. О. Ткачука, гімназія»), яку закінчив у 1954 році.
Працював у редакції місцевої районної газети. Після закінчення у 1963 році факультету журналістики Львівського державного університету — в редакції чернівецької обласної газети «Радянська Буковина» (1963—1982). У ті часи його публіцистичні статті, нариси друкувалися у журналі «Україна» та інших всеукраїнських виданнях.
Від 1982 року — в м. Тернопіль. Продовжує працювати в обласній газеті «Вільне життя».
Від 1991 року — журналіст новоствореної обласної газети «Відродження» («Свобода»), де згодом очолює один з відділів редакції, на посаді завідувача. Його публікації порушували гострі на той час проблеми розбудови державності, національного відродження, реформування економіки та духовності. Вів рубрику «Клуб десяти народних депутатів від Тернопілля» (згодом — «Клуб народних депутатів України»), гостями якої були народні депутати України, політичні діячі, зокрема: В'ячеслав Чорновіл, Леон Горохівський, Богдан Горинь, Михайло Ратушний, Володимир Бойко, Андрій Зарудний, Юрій Тима, Микола Горбаль, Леонід Кравчук, Леонід Танюк, Ярослав Джоджик та інші.
Коло творчих зацікавлень Костянтина Валігури становили:
- культура, образотворче мистецтво та творчість народних умільців — висвітлення таких особистостей, як Андрій Кушніренко, Венедикт Лавренюк, Георгій Січковський, Петро Міхневич, Мартем'ян Казарбін, Валерій Жаворонков та інші;
- суспільно-політичне життя України — значимість у розбудові державності діяльність селищних, міських, районних та обласних рад, членів політичних партій («Рух», «Єдина Родина», «Злагода», та інших) і представників громадських об'єднань, спілок;
- становлення фермерства та підприємництва Тернопільського краю й України в цілому, включаючи проблематику земельної реформи, розвитку харчової та переробної галузей народного господарства.

## Спогади колег
За часи роботи в редакції «Свободи» Кость Костьович, як його по-приятельськи величали усі співробітники, зміг максимально розкрити свій багатаплановий і неординарний хист публіциста, присвятити себе одночасно творчості.
Валігуру Костянтина Костянтиновича згадують і пам'ятають колеги-журналісти, як людину із запальною натурою та великою заповзятістю, вродженого інтелігента — справжнього метра журналістики, інтелектуала, вищою мірою толерантною людиною, чий високий рівень освіти, здобутий у класичному університеті, дозволяв йому вільно почуватися у широкому розмаїтті тем. Людиною тонкої душі, вихованою високою культурою Львова і мистецтвом Буковинського краю.

## Доробок
Автор кількох колективних збірників.
Упорядник і співавтор фотоальбомів «Чернівці» (1980), «Тернопільщина» (1987), «Буковина» (1989).